# 駁二芸術特区
駁二芸術特区（ばくにげいじゅつとっく、ばくにアートセンター、繁体字台湾語: 駁二藝術特區、英語: The Pier-2 Art Center）は台湾高雄市鹽埕区と一部鼓山区に跨る「前衛」「実験」「イノベーション」をテーマに旧倉庫街をリノベーションした複合アートスペース。東から順に大義街の「大義倉庫群」、大勇路の「大勇倉庫群」、蓬莱路の「蓬莱倉庫群」の三つに大別され、旧打狗駅故事館を擁する「哈瑪星鉄道文化園区」とともに哈瑪星エリアの一大観光拠点を形成している。

## 概要
「駁二」は高雄港第三ドックにある第二フィーダー埠頭（第二号接駁碼頭）の略称であり、1973年6月12日に港湾倉庫街として開業した。2000年に高雄市政府は国慶節花火ショーの火薬倉庫の候補地を探っていたところ、当地が社会実証エリアとして最適であることを見出し、老朽化した建造物群をリノベーションし、2002年3月24日にアートスペースとして完工を迎えた。芸術家や地域文化の名士の活動のもとで行政院文化建設委員会（現中華民国文化部）は空間の再利用プロジェクトとして、高雄市のまちづくりを代表する「駁二芸術特区」事業が始動した。
当初は「高雄駁二芸術発展協会」と「樹徳科技大学発展地方芸術工房」が運営し、台湾南部の創作実験の場となった。2006年からは運営主体は高雄市政府文化局に代わっている。
文化局の運営開始後は「高雄設計節（デザイン・フェスティバル）」、漢字フォントをテーマにしたアートワークの「好漢玩字節」、スチール彫刻を集めた「鋼雕芸術節」、コンテナハウスを展示する「貨櫃芸術節」など多数のイベントが開催されている。
2010年には台北市のライブハウス「ザ・ウォール」（zh:這牆音樂藝文展演空間）を招聘して月光劇場をオープン、毎週末にアンサンブルやインディーズのグループのコンサートが開催されるようになった。2015年には月光劇場とC10 Live Warehouseの運営管理を市文化局が行っている。
2010年ソニー・コンピュータエンタテインメントが9号倉庫にデジタルコンテンツの開発支援センターを開設、2012年8月には兔将創意影業公司が進出、3DやVFX事業を展開した。
2011年、C3倉庫を帕莎蒂娜国際餐飲公司に委託し飲食店（駁二餐庁）を開業。また同年より南台湾最大の同人イベント駁二動漫祭の会場となっている。動漫祭へのアクセスを担う高雄捷運で公式イメージキャラクターの高捷少女が誕生する契機にもなった。2016年1月29日、台北in89豪華数位影城社が経営する映画館「in89駁二電影院」（漢字表記は映捌玖駁二電影院）が、同年6月30日には鉄道模型の博物館哈瑪星台湾鉄道館がオープンしている。

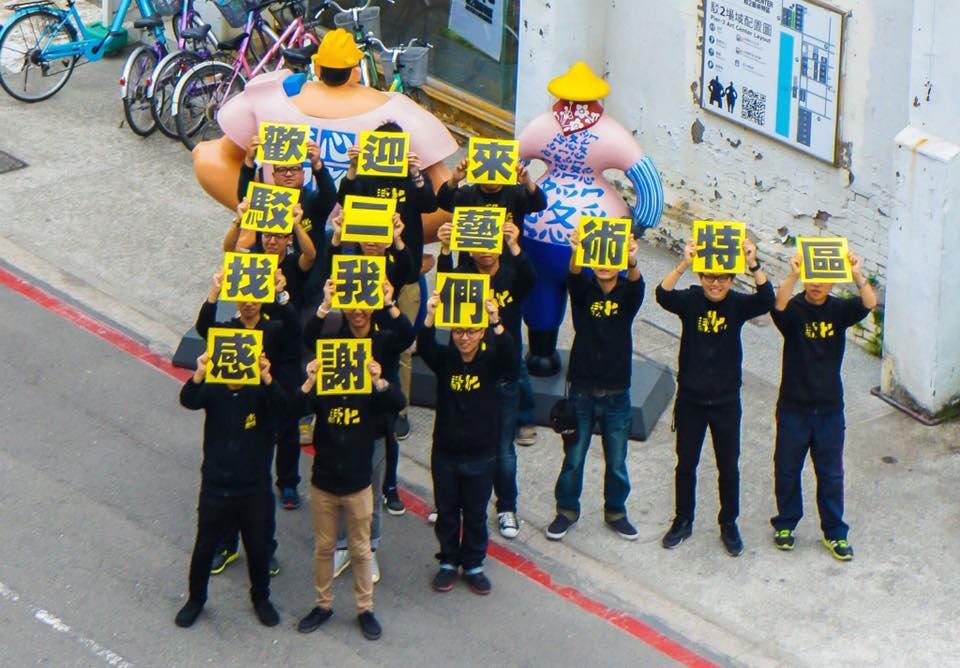
駁二芸術特区の替代役男性職員

年々増加する来場者の満足度を高めるため、そして多くの文化行事を開催すべく2012年に市文化局は台湾糖業公司が所有していた鼓山区の蓬莱倉庫群も借り受けることになった。
そして芸術特区は14棟の倉庫群に拡大したうえで同年5月4日 - 16日にユース・イノベーティブ・デザイン・フェスティバル（青春設計節）を開催したほか、2013年末には大義倉庫群もオープンし、25棟を有することになった。
市文化局が直接運営に乗り出したことで、区内の従業員構成が私企業と多少異なっている。行政管理業務を除いては常設展の正規職員と特別展の勤労学生以外に徴兵制上の代替役文化サービス要員の男性が従事している。また、毎年夏休みに実習生を募集し、青年層や学生層に展示職務の第一線に触れる機会を与えている。
調査結果が報道にも頻繁に引用される台湾のオンライン調査サイト「Dailyview」による2015年夏のネット調査では台湾各地にある文化園区（カルチャー・スポット）でトップの人気となっているほか、2017年春の調査では「高雄で行くべき観光スポット」でも首位となっている。また、天下雑誌による「2014金牌服務大賞」も獲得している。来園者数は2010年約89万人、2011年153万人、2012年245万人、2013年323万人、2014年400万人超（10月時点）と年々増加している。

## 開放時間
- 月 - 木曜日：10：00～18：00
- 金 - 日曜日：10：00～20：00

## 現在の展示

### 大勇倉庫群
大勇路の西側に位置する
- C1/C2（In89芸術電影院（中国語版））
- C3（帕莎蒂娜駁二倉庫餐庁）
- C4（誠品生活駁二店）
- C5（服務中心、 ICE+）
- 月光劇場（Live Warehouse）
- P2、P3、自行車倉庫（自転車倉庫）、本東倉庫（本東倉庫商店）
- 芸術広場
- 七号倉庫、九号倉庫（兔将創意影業股份有限公司）
- 駁二塔

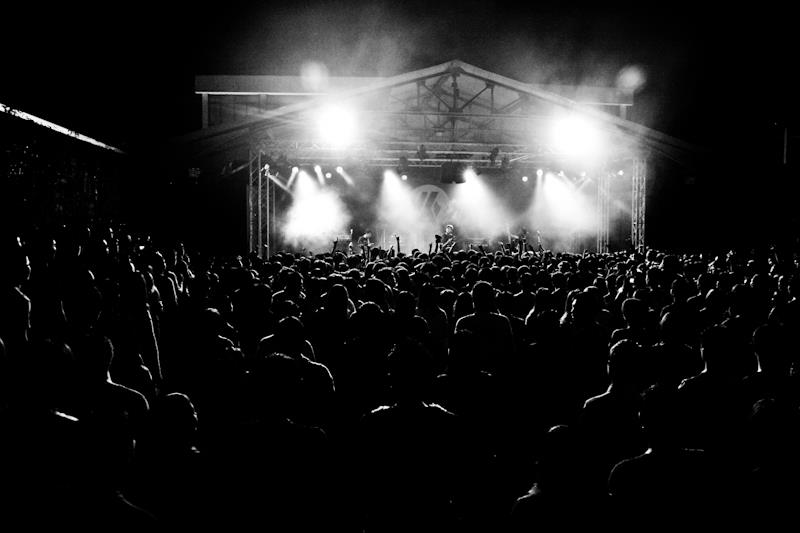
Live warehouse月光劇場
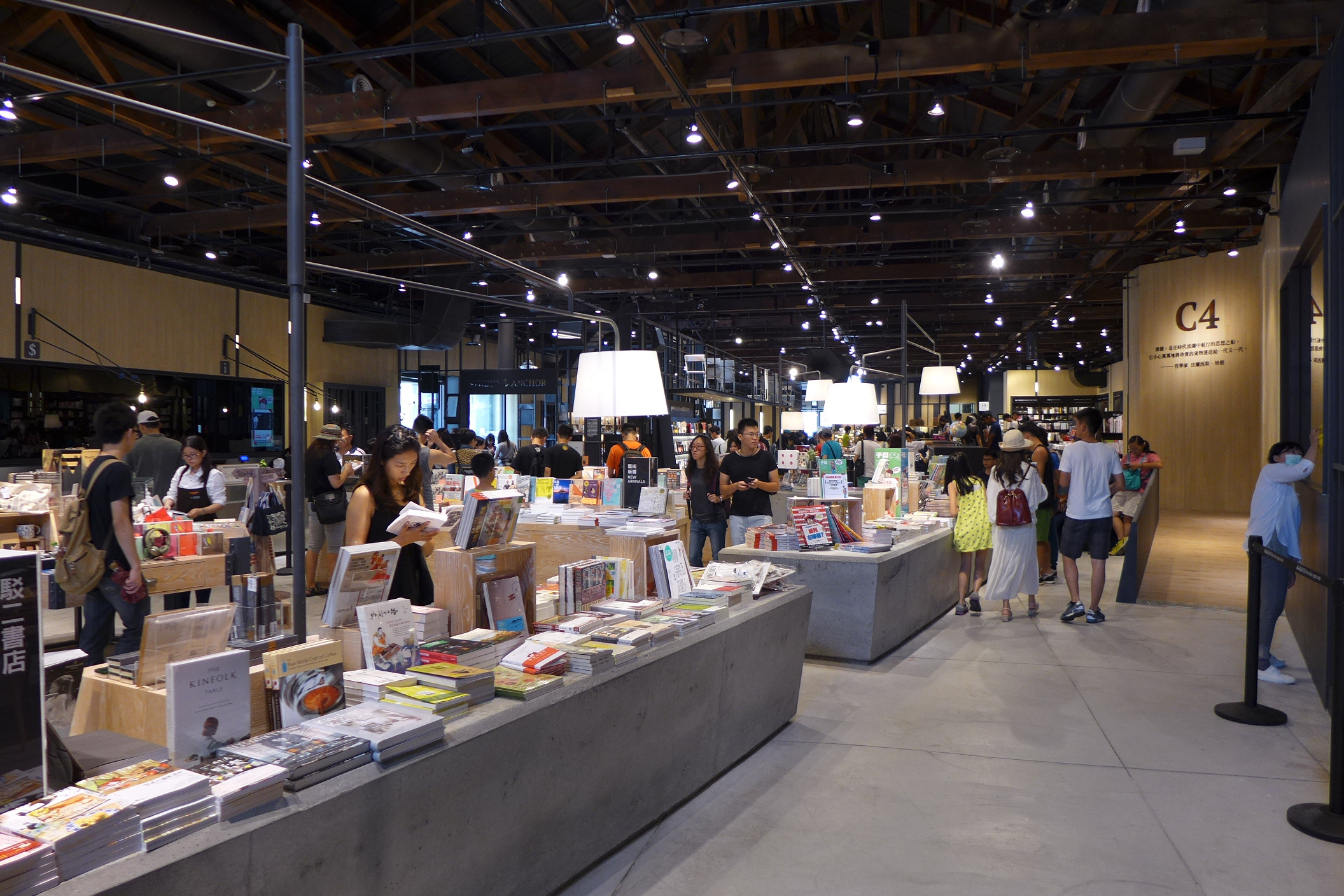
誠品生活
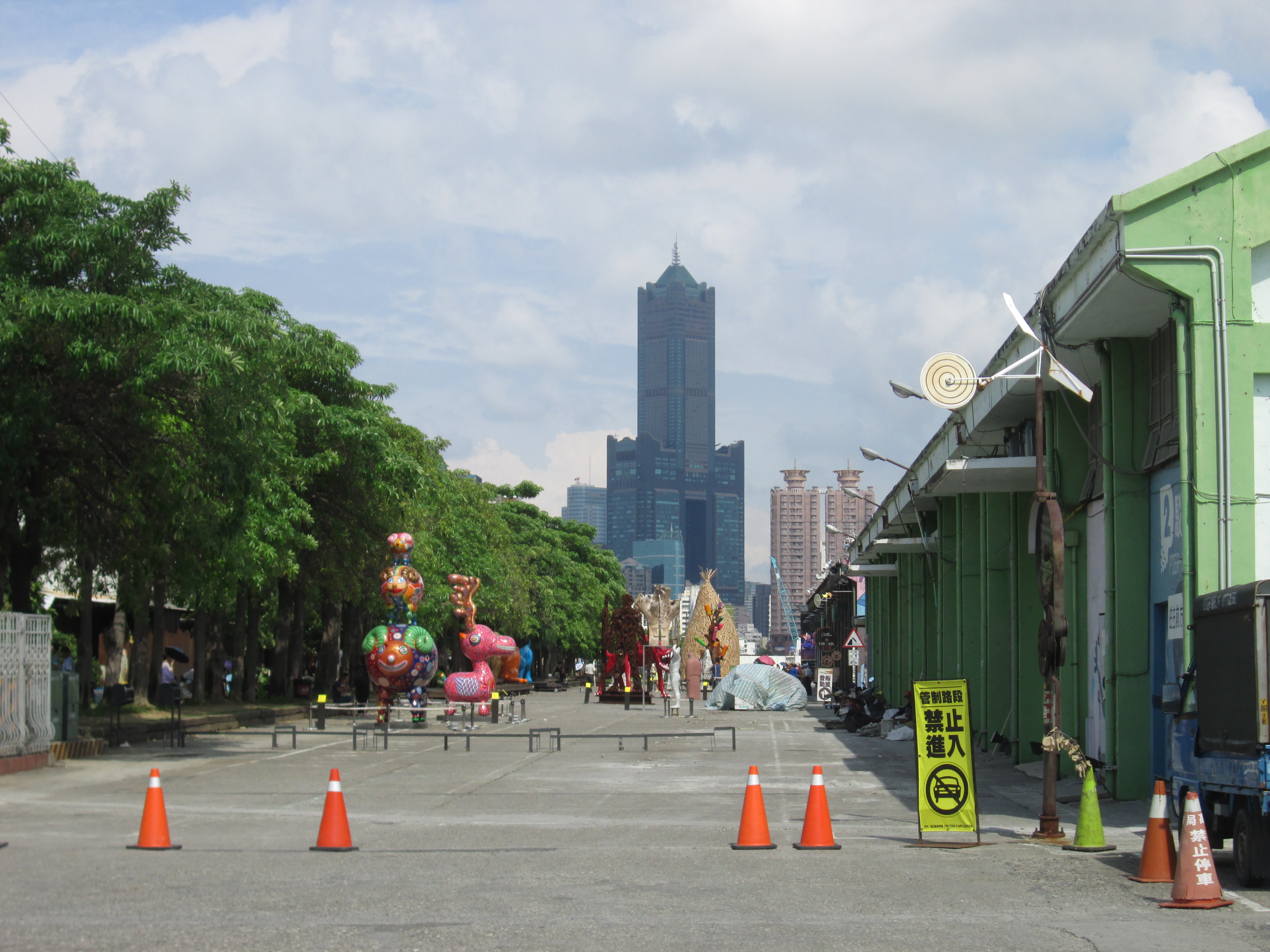
大勇倉庫群からみた高雄85ビル

### 蓬莱倉庫群
蓬莱路の西側に位置する
- B3、B4、B6

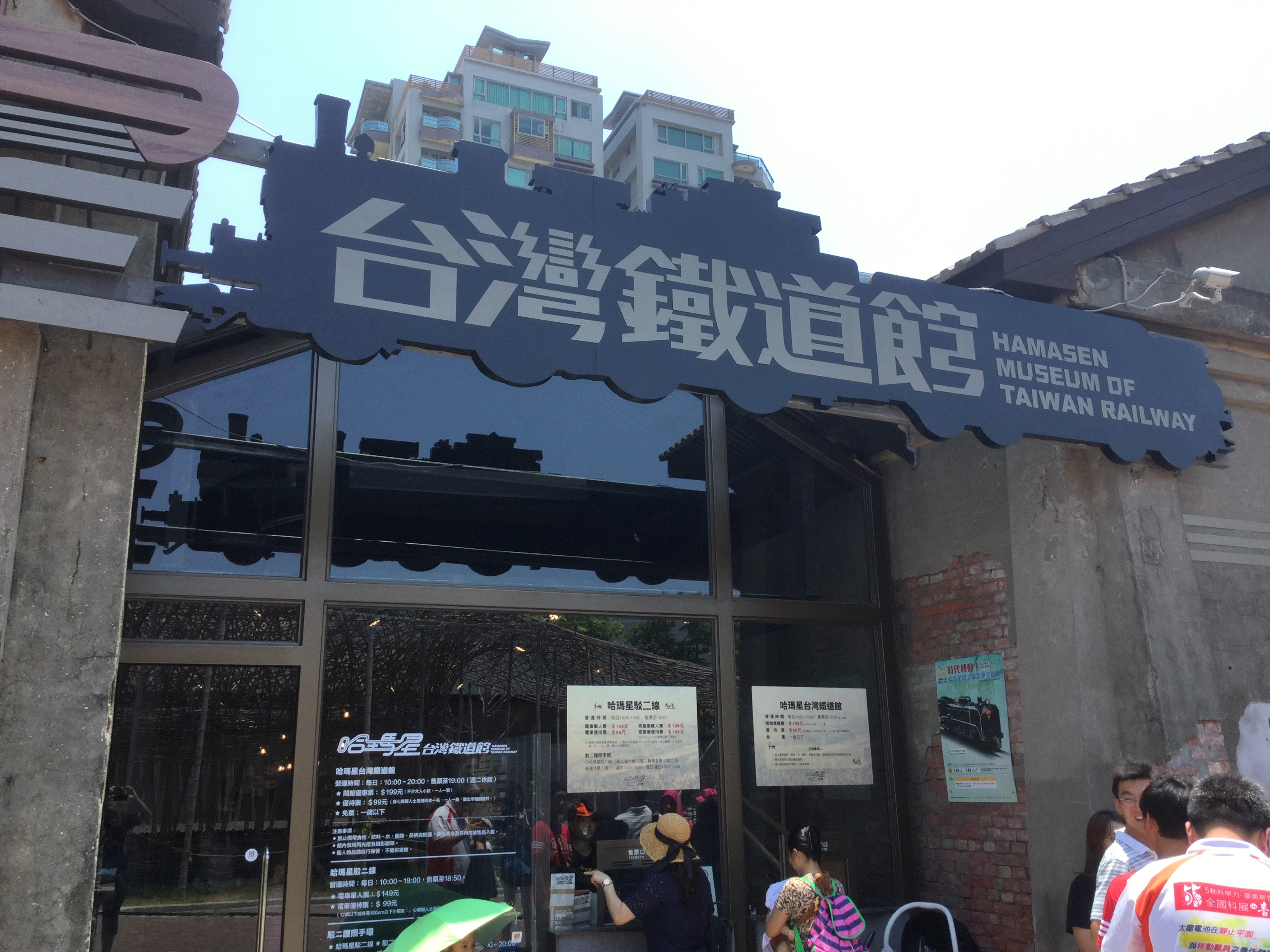
哈瑪星台湾鉄道館

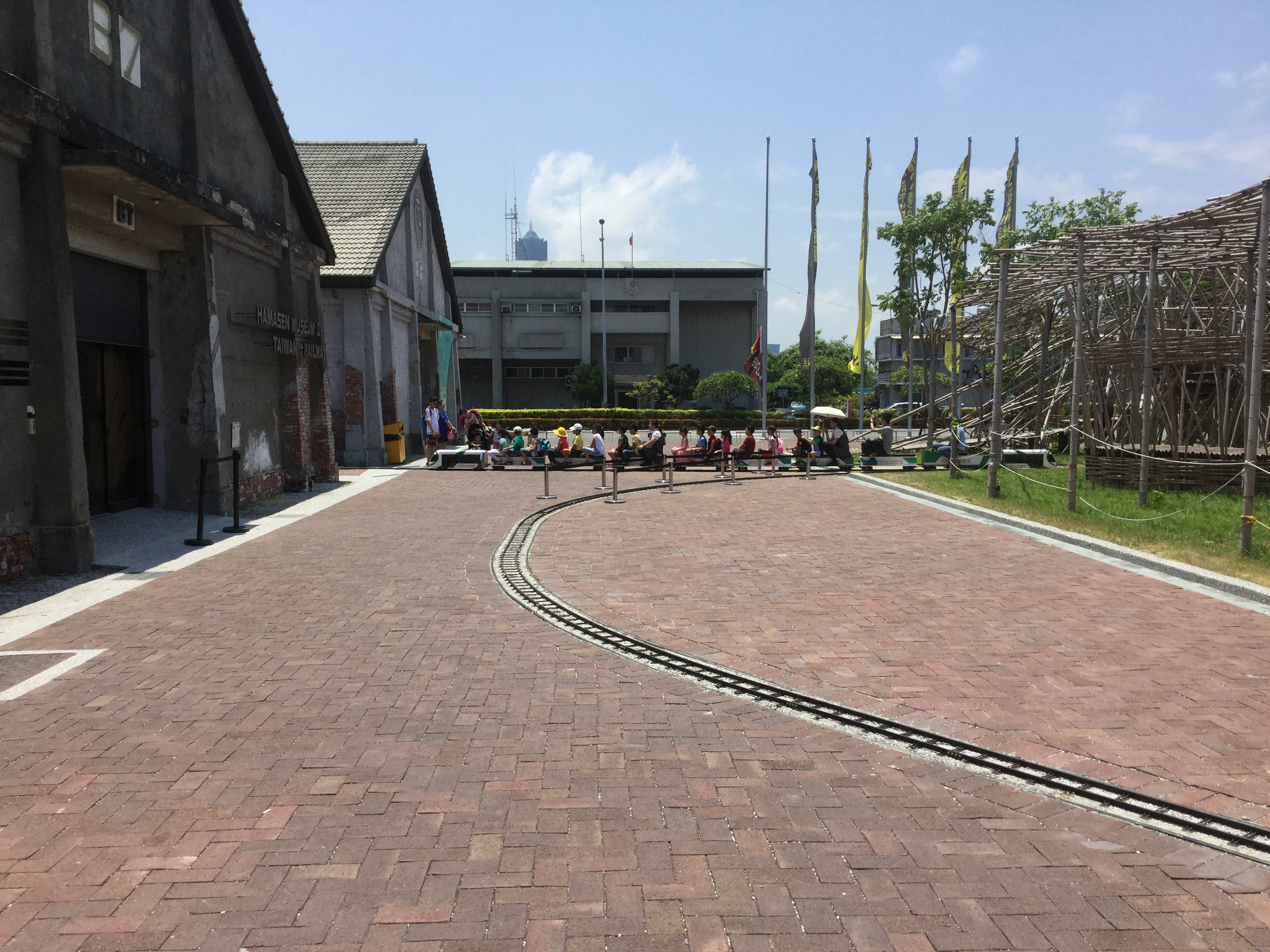
哈瑪星駁二線ミニ列車

- B7/B8（哈瑪星台湾鉄道館、哈瑪星駁二線小火車）
- B9（高雄正港小劇場）
- B10（In Our Time電台食堂）
- 蓬莱広場
- 一畝田
- 鉄道雕塑公園

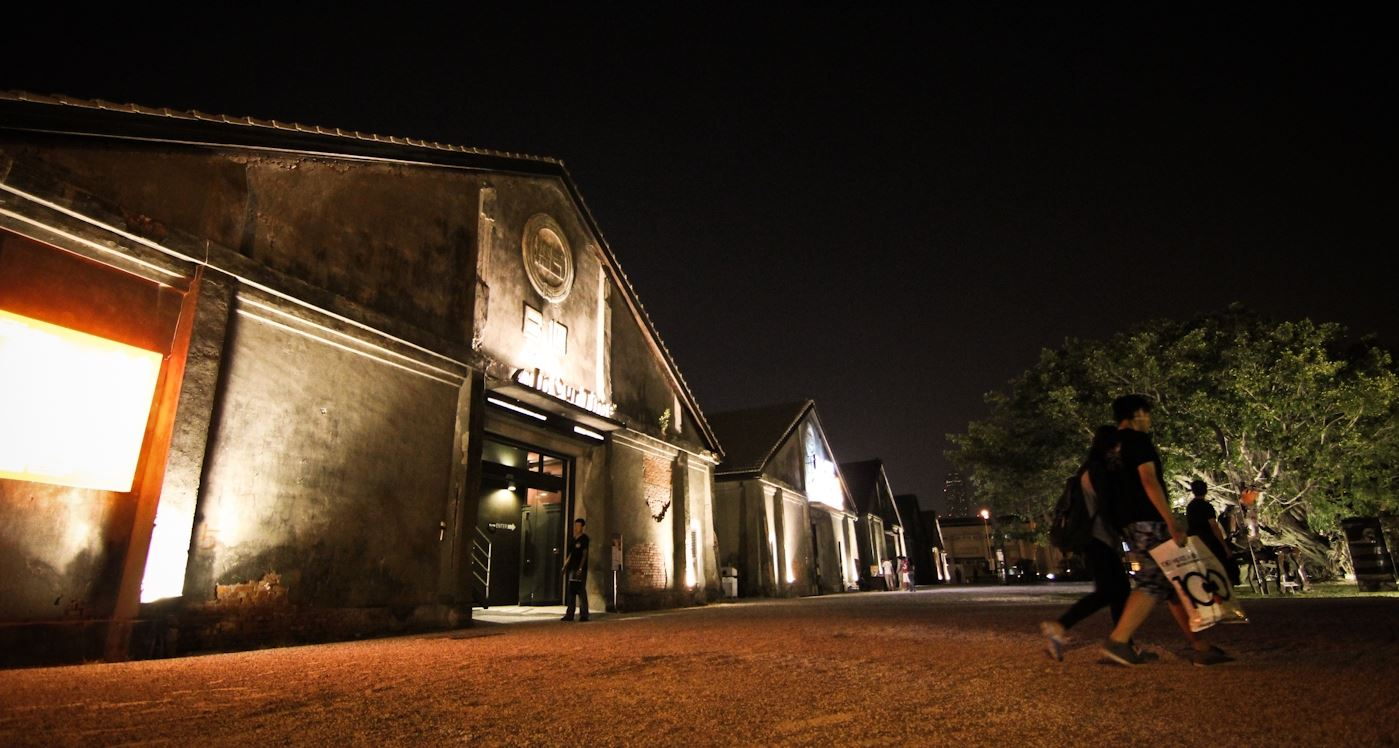
駁二蓬莱倉庫群
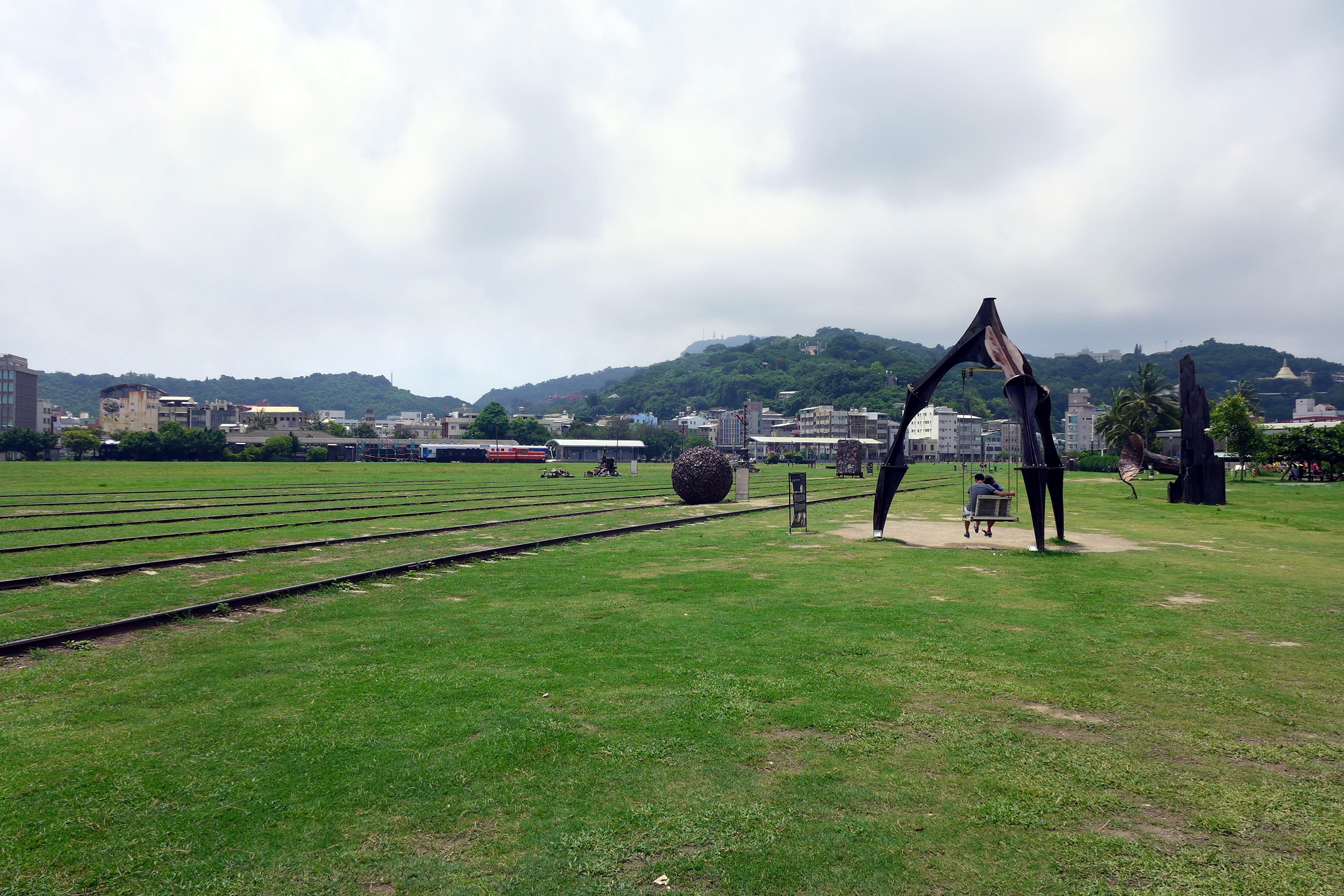
鉄道雕塑公園
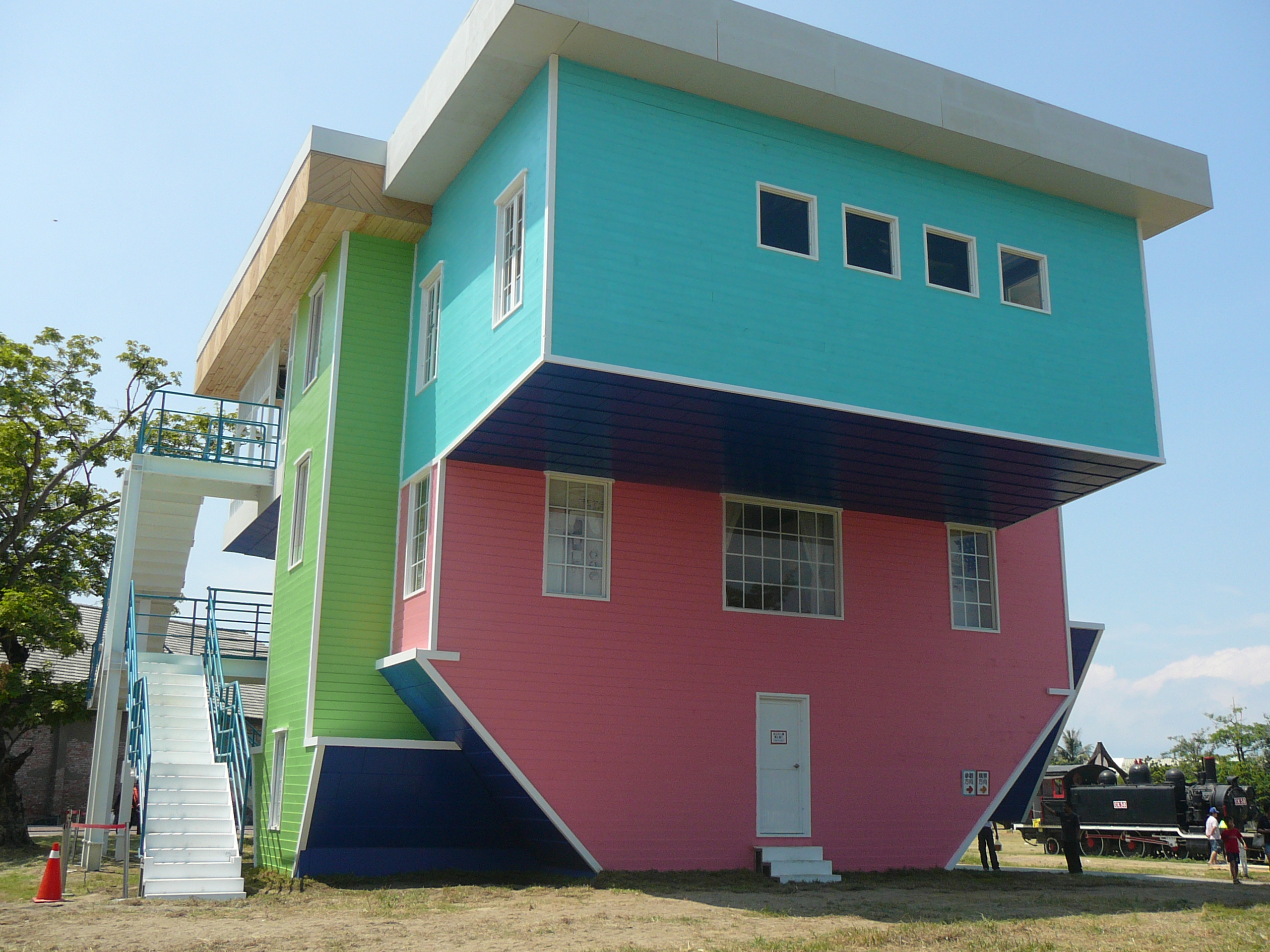
2016駁二顛倒屋（駁二逆さハウス）

### 大義倉庫群
大義街の東側に位置する
- C6（趣活in STAGE／有酒窩的LuLu猫雜貨舖／禮拜文房具／典蔵芸術餐庁／陳瑞明手工吉他）、
- C7（駁二動漫倉庫/A.C.G.N WAREHOUSE[10][11]）
- C8（未芸術／繭裹子／Danny's Flower／好,的／夏天芸術車庫／AOL.LIVING／言成金工坊）
- C9（隨囍髮廊／伊日芸術駁二空間／Now & Then by NYBC）
- C10（LIVE WAREHOUSE）
- C11（微熱山丘）

## 騒動

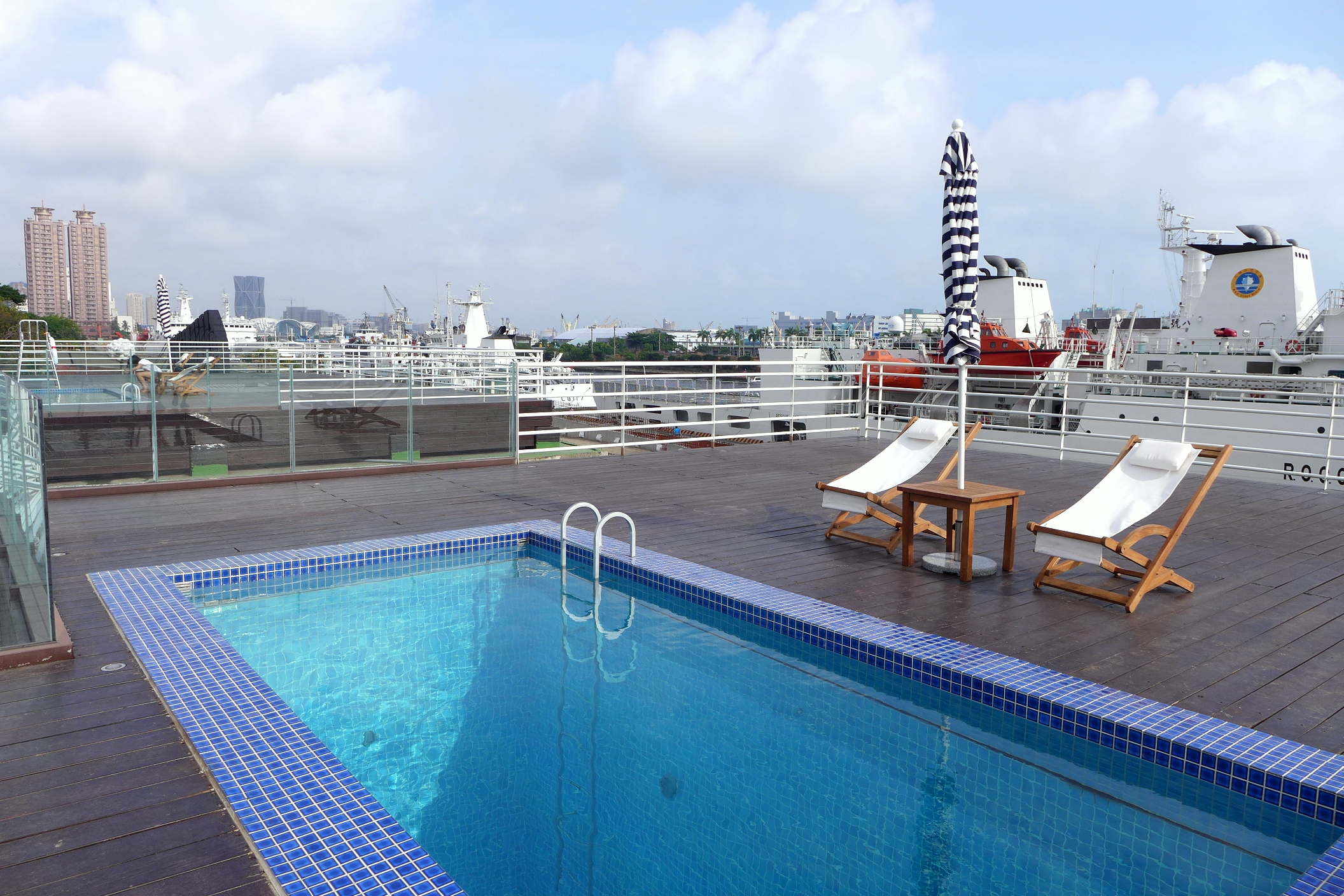
2015年夏に設置されたパブリックアート「泳池天台」

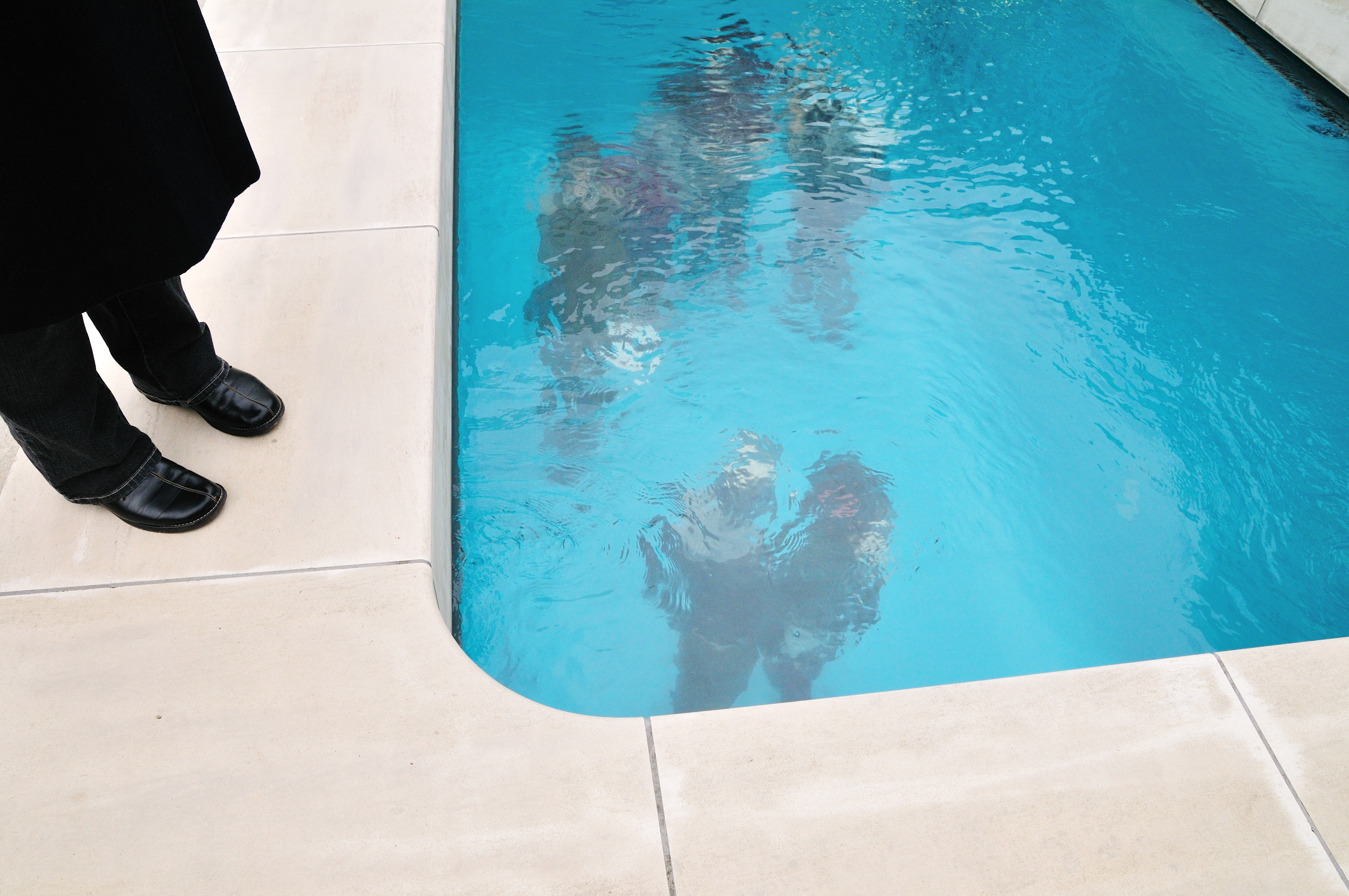
金沢21世紀美術館の展示作品『スイミング・プール』

2015年夏に大義倉庫C8、C9棟の各屋上に設置されたパブリックアートの「泳池天台（プールの屋上）」が展示された。プールサイドからは高雄港の船舶や寿山の絶景が眺められるというのが特徴だった。C8棟の屋上プールは階下の人間がプールに潜水しているように見える仕掛けで撮影スポットとして人気を集め、C9棟の屋上プールは底に鏡を設置したことで水中に空と雲が投影されているように見えるものだった。
しかし設計コンセプトが日本の金沢21世紀美術館に恒久展示されているアルゼンチンの芸術家レアンドロ・エルリッヒの作品「スイミング・プール」と酷似しているとの批判を浴びた
。
特区を管理する市文化局は、レアンドロ作品とは「異曲同工」であり、盗作ではないとしていた。
市文化局は「似ている部分があるだろうが、この作品は盗作ではなく、海外に出かけなくとも公共芸術の無限の可能性を身近に堪能できる」との声明を残した。
この出来事が炎上すると、特区側はプールは駁二の公共施設の一部分を占める非芸術家による公共芸術に過ぎないが、表現手法の違いはあれど元作品のコンセプトからの引用はあったことを認めている。
また、市文化局は「泳池天台」は「倉庫リノベーション工程」を名目とした入札であり、即ち「公共芸術」にはあたらないが、委員会審議でもデザイナーに芸術家を起用するべき「公共芸術設置弁法」によるものではなく、審査員も視覚芸術の専門家ではないと重ねて盗作の意図を否定している。
一方、金沢の作品を制作したレアンドロはこの騒動について、アジア地区での全ての権利関係は日本のマネージメントに一任すると表明。そして当日の夜間には、市文化局長史哲はメディア会見を通じて原作者、高雄市民、芸術界関係者に向けた謝罪文を公開した。。

### 古蹟登録
2014年11月5日、高雄市政府文化局は台湾ビール（台湾菸酒公司）の営業所と倉庫2棟を誤って市の指定古蹟に暫定登録したが、菸酒公司に通知を行わぬまま有識者会議での審議を通過させてしまい、登録が決定した場合の用途が制限されるとして10月に菸酒公司側は登録取消を求めていた。このため法廷闘争にまで発展したが、2015年11月5日に文化局はより保存基準の緩い「指定歴史建築」に格下げする公告を行っている。

## 交通

### 鉄道
高雄捷運
- ■高雄ライトレール
  - 駁二大義駅(C12)から「駁二大義倉庫群」まで至近
  - 駁二蓬萊駅(C13)から「駁二大勇倉庫群」まで至近
  - 哈瑪星駅(C14)から「駁二蓬莱倉庫群」まで至近
- ■高雄捷運橘線
  - 鹽埕埔駅（O2）1号出口から大勇路沿いに南下、「駁二大勇倉庫群」まで徒歩約5分。
  - 西子湾駅（O1）2号出口から西臨港線自転車道沿いに東へ「駁二蓬莱倉庫群」まで徒歩約2分。

### 路線バス
高雄市公車
- 60覚民幹線で「駁二芸術特区」下車。
- 11、33、50五福幹線、56、88建国幹線、219路で捷運鹽埕埔站(五福四路)下車。

### 定期観光バス
- 高雄客運が市交通局から受託運行する2階建てオープンバスの巡回エリアに含まれている[23]。

### 公共レンタサイクル
高雄市公共レンタサイクル（City Bike）
- 捷運鹽埕埔駅
- 高雄真愛館站
- 捷運哈瑪星駅
- 漁人碼頭站
- 鉄道園区站

### 註釈
1. ↑  古蹟は敷地全体を、歴史建築は建造物単位を保存対象とするため登録後の用途制限にも差異がある。